# フランツ・ワイマール
フランツ・ワイマール（Franz Weihmayr、1903年12月30日 - 1969年5月26日）は、ドイツの撮影監督。

## 参加作品
- カチューシャ物語
- 誰が祖国を売ったか？
- 双児のロッテ
- さんざめく舞踏会の夜
- 故郷
- 思ひ出の曲
- 世界の涯てに
- 黒衣の処女
- 制服の処女